# هارولد لوید جونیور
هارولد لوید جونیور (انگلیسی: Harold Lloyd Jr.؛ ‏ ۲۵ ژانویهٔ ۱۹۳۱ – ۹ ژوئن ۱۹۷۱) بازیگر و خواننده اهل ایالات متحده آمریکا بود.
وی فرزند کمدین نامدار سینما هارولد لوید و میلدرد دیویس بود که در سن ۴۰ سالگی در اثر یک سکته مغزی شدید درگذشت. وی را در آرامگاه فارست لان مموریال پارک دفن کردند.
از فیلم‌هایی که وی در آن‌ها نقش داشته‌است، می‌توان به شهر دختران اشاره نمود که در آن با چارلز چاپلین جونیور (پسر چارلی چاپلین) همبازی بود.